# Бабка (городище)
Ба́бка — слов'янське городище-святилище на східному краю піщаної височини в 2 км. на північний схід від однойменного села в урочищі Городище, що у Володимирецькому районі Рівненської області. 
Круглий майданчик діаметром 30 м оточений поглибленнями у вигляді переривчастого рову і окремих коритоподібних ям. Майже в центрі майданчика розташована стовпова яма (діаметр 0,5 м і глибина 0,7 м) і скупчення вугілля діаметром 1 м. У південній частині виявлено трупоспалення в горщику. На городищі знайдено ніж, кістки тварин, уламки ліпного та гончарного посуду VIII—X ст. 
На вершині навколишнього валу лежать вугілля та обгорілі колоди. Дрібний рів заповнений прошарками вугілля. Поруч розташоване синхронне селище.